# عمارت قصر یاقوت سرخه‌حصار
عمارت قصر یاقوت سرخه‌حصار که با نام‌های عمارت قصر یاقوت، کاخ یاقوت یا کاخ سرخه حصار نیز شناخته می‌شود، کاخی‌ در شرق تهران از دوره پادشاهی ناصرالدین‌شاه قاجار است که در سی و نهمین سال پادشاهی او ساخته شد. قصر یاقوت از بخش‌های قصر بیرونی و حرم‌خانه سلطنتی تشکیل شده بود.
این کاخ درون پهنه کنونی «بیمارستان شهید لواسانی» جای دارد. این اثر در تاریخ ۱ مهر ۱۳۸۲ با شمارهٔ ثبت ۱۰۴۱۲ به‌عنوان یکی از آثار ملی ایران به ثبت رسیده‌است.

## پیشینه
کاخ سرخه حصار یا کاخ یاقوت، در سال ۱۲۶۲ خورشیدی (۱۳۰۲ و ۱۳۰۳ هجری قمری) و در دوران ناصرالدین شاه در منطقه سرخه حصار بنا نهاده شد. این کاخ سلطنتی دارای دو عمارت به نام‌های کوشک بیرونی و حرم‌خانه بود و روی هم رفته دارای نزدیک به دویست اتاق بود. افزون بر کاخ اصلی، ساختمان‌های دیگری مانند کاروانسرا، سربازخانه و گرمابه در این باغ وجود داشت که امروز اثری از آن‌ها باقی نمانده‌است.
برای ساخت این کاخ در سال ۱۲۶۲ خورشیدی نزدیک به ۱۵ هزار تومان هزینه شده‌است. در دوره قاجار این کاخ دچار آتش‌سوزی شد اما دوباره بازسازی شده بود.
گفته می‌شود این کاخ سرآغاز ضرب‌المثل‌هایی مانند «بادمجان دور قاب‌ چین»، و «یه آشی برات بپزم که یک وجب روش روغن باشه» است که در آن زمان و در آشپزخانه این کاخ پدیدار شده بود.
ساختمان این قصر نخستین بنای ایران است که هیچ تأثیری از معماری ایرانی نگرفته‌است. این بنا ایوانی در بالای در ورودی دارد که در معماری اروپایی ویژه معرفی شدن اشخاص مهم (مانند ملکه انگلستان یا پاپ) و ابراز احساسات به مردم است.
در سال ۱۳۳۶ با تصویب مجلس شورای ملی باغ این قصر و تأسیسات همراه با آن به سازمان بیمه‌های اجتماعی واگذار شده و به بیمارستان ریوی تبدیل شد و در دهه بعد بخش‌های روانی و جراحی نیز به آن افزوده شد که در سال ۱۳۵۵ با تصویب مجلس، تبدیل به یک بیمارستان عمومی شد و اکنون بیمارستان و مرکز فوق تخصصی قلب دکتر لواسانی نام دارد.

## بازسازی و بهسازی
بازسازی و باززنده‌سازی این ساختمان در سال ۱۳۸۷ آغاز شد و در سال ۱۳۸۹ به پایان رسید. اجرای این طرح به دست مهندس علی قمری، مسعود امیری امامی و مسعود شریفی دیرین با نظارت دکتر جدی و مهندس محمد محمدیان انجام گرفت.

## نگارخانه

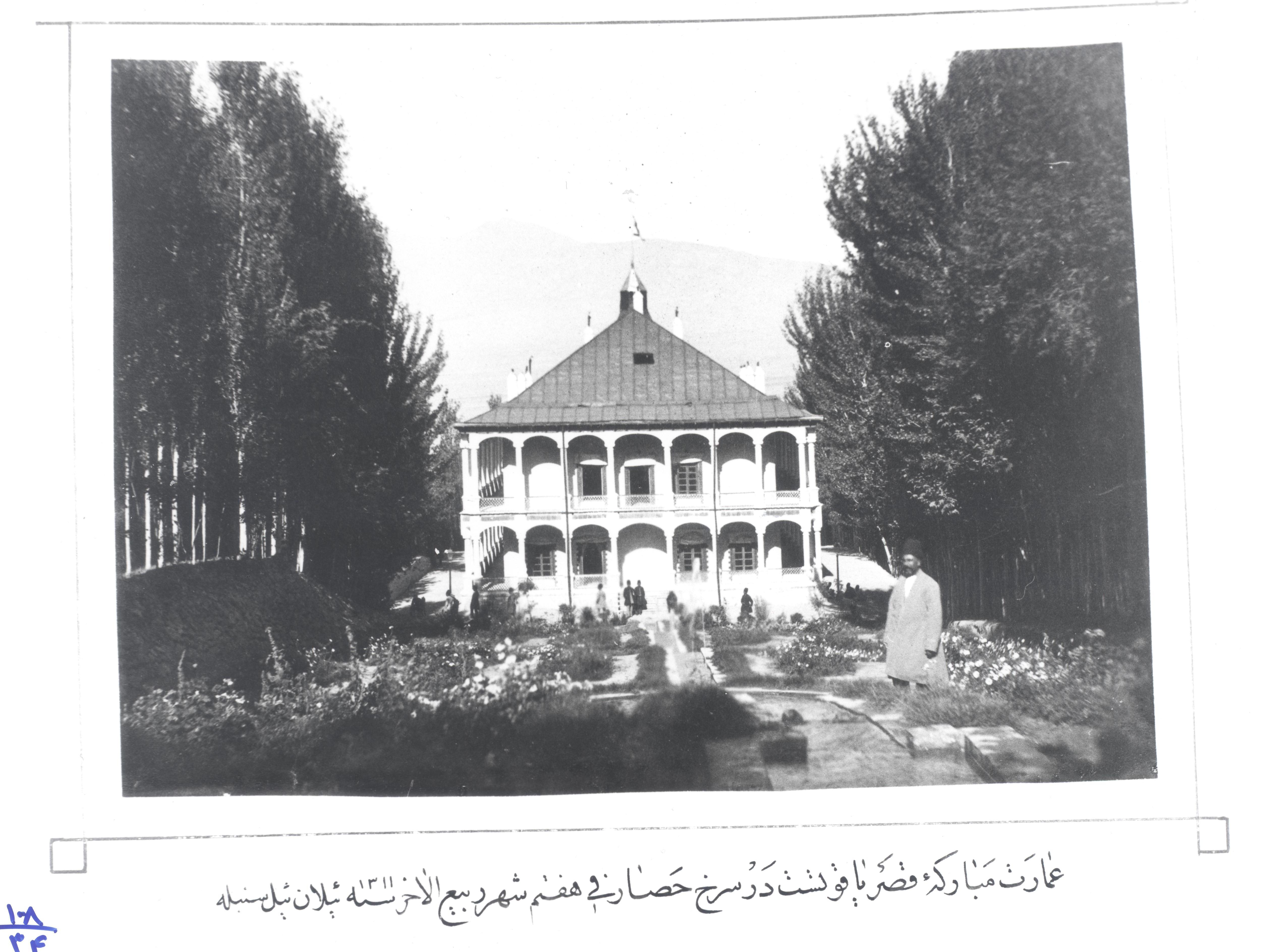
«عمارت مبارکه قصر یاقوتست در سرخ حصار فی هفتم شهر ربیع‌الاخر سنه ۱۳۱۱ ئیلان‌ئیل سنبله» (حدوداً ۲۵ مهر ۱۲۷۲)
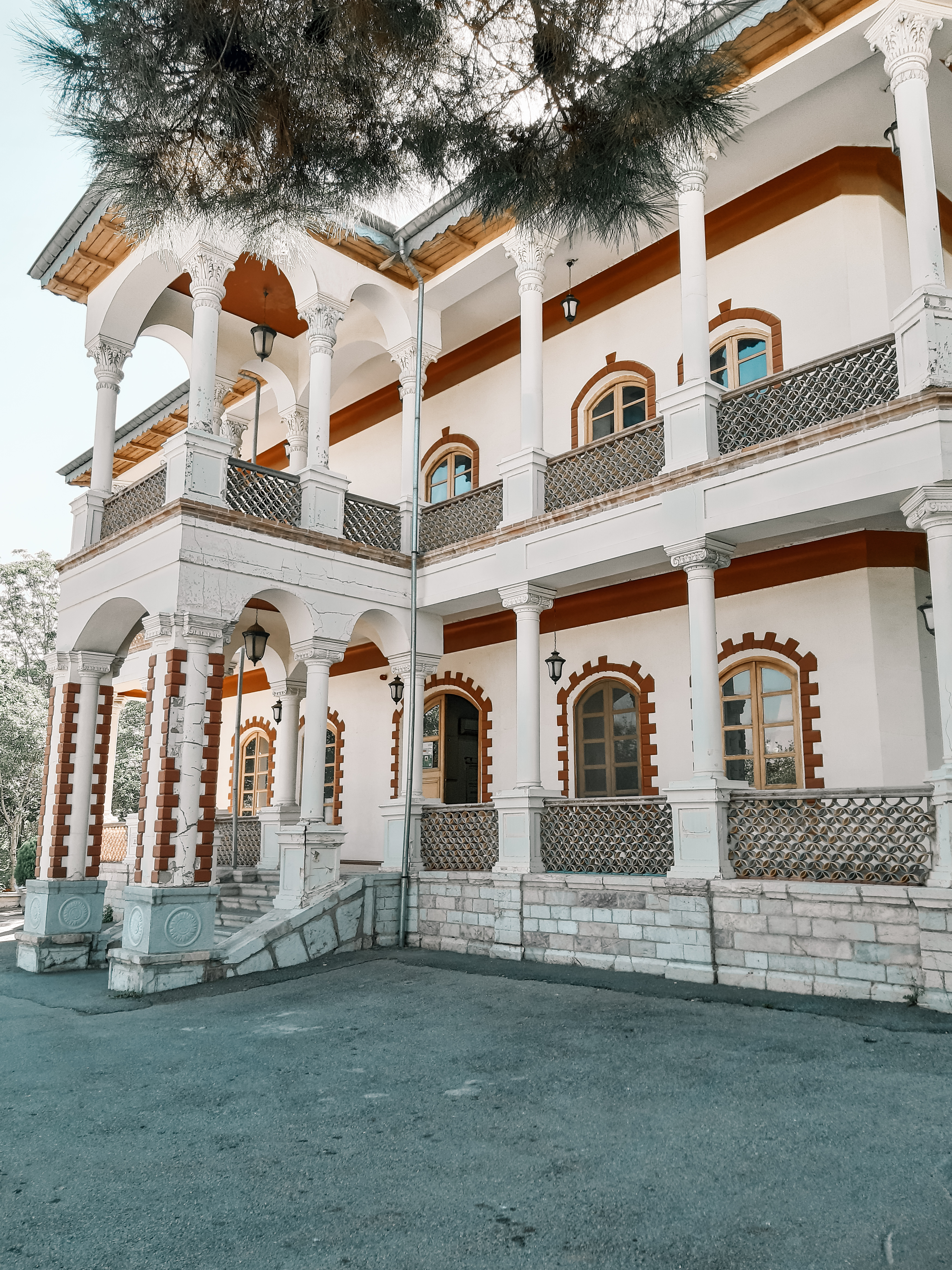
نمای اصلی کاخ یاقوت
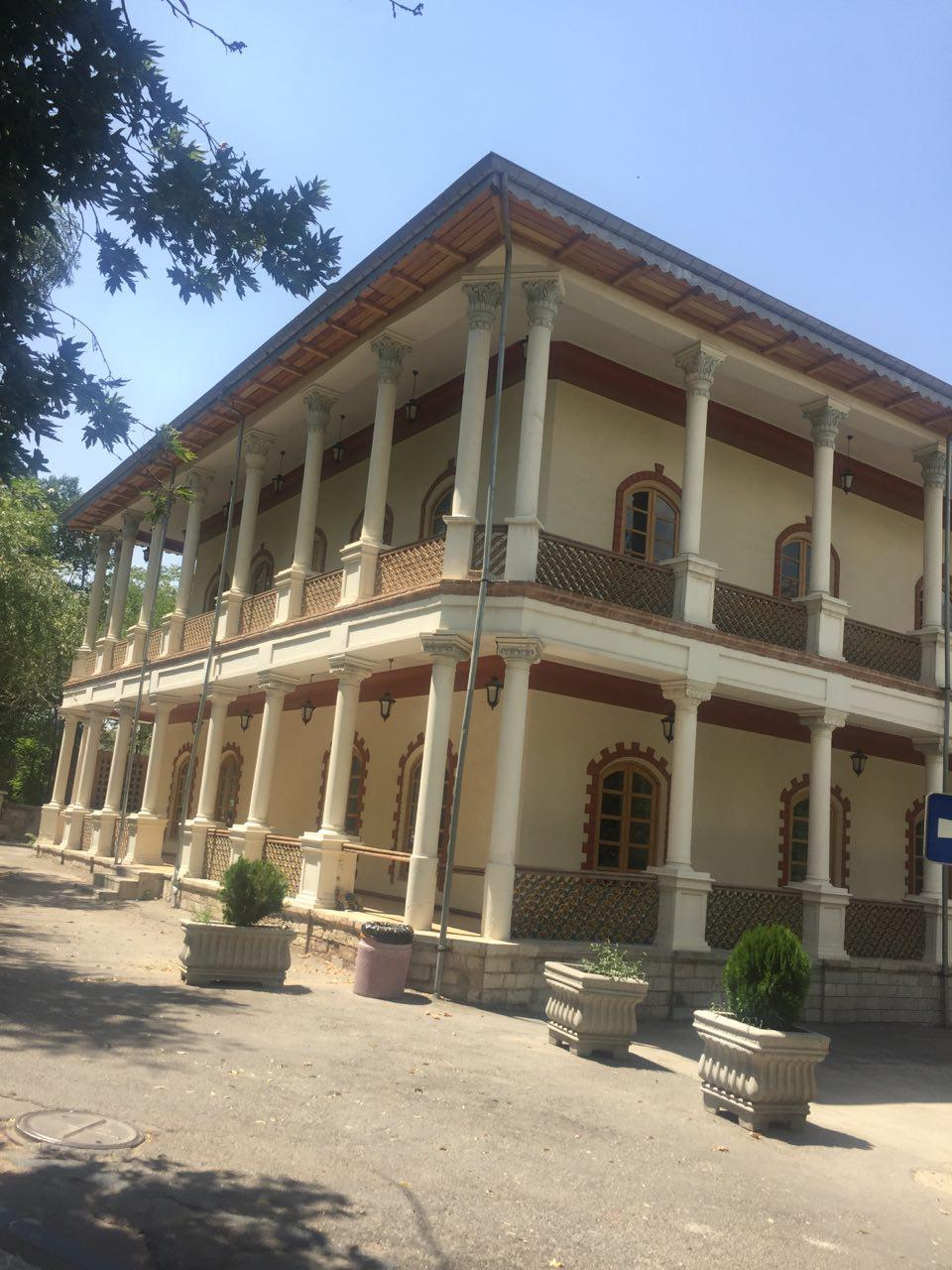
قصر یاقوت در بیمارستان شهید لواسانی
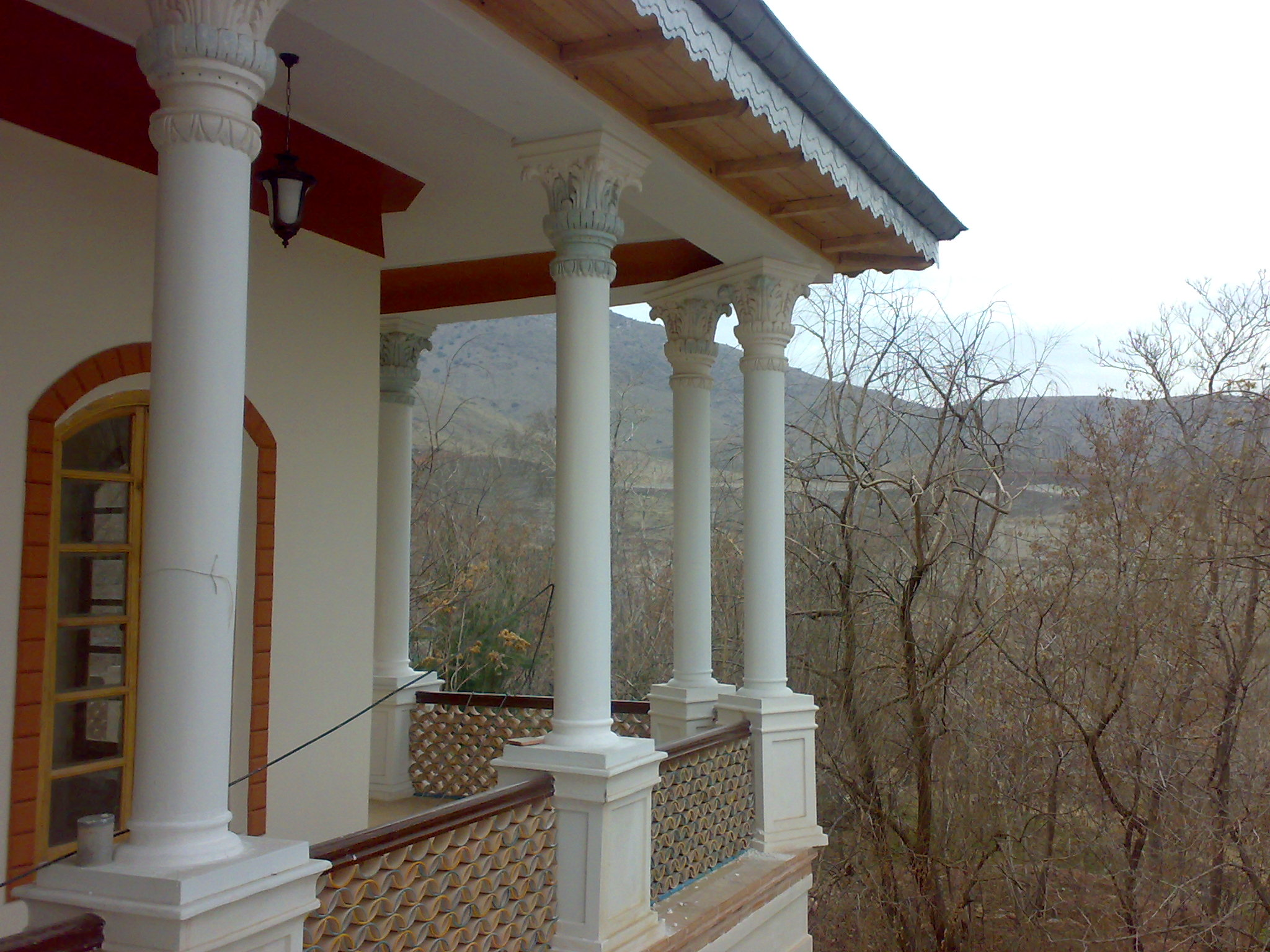
ایوان قصر یاقوت
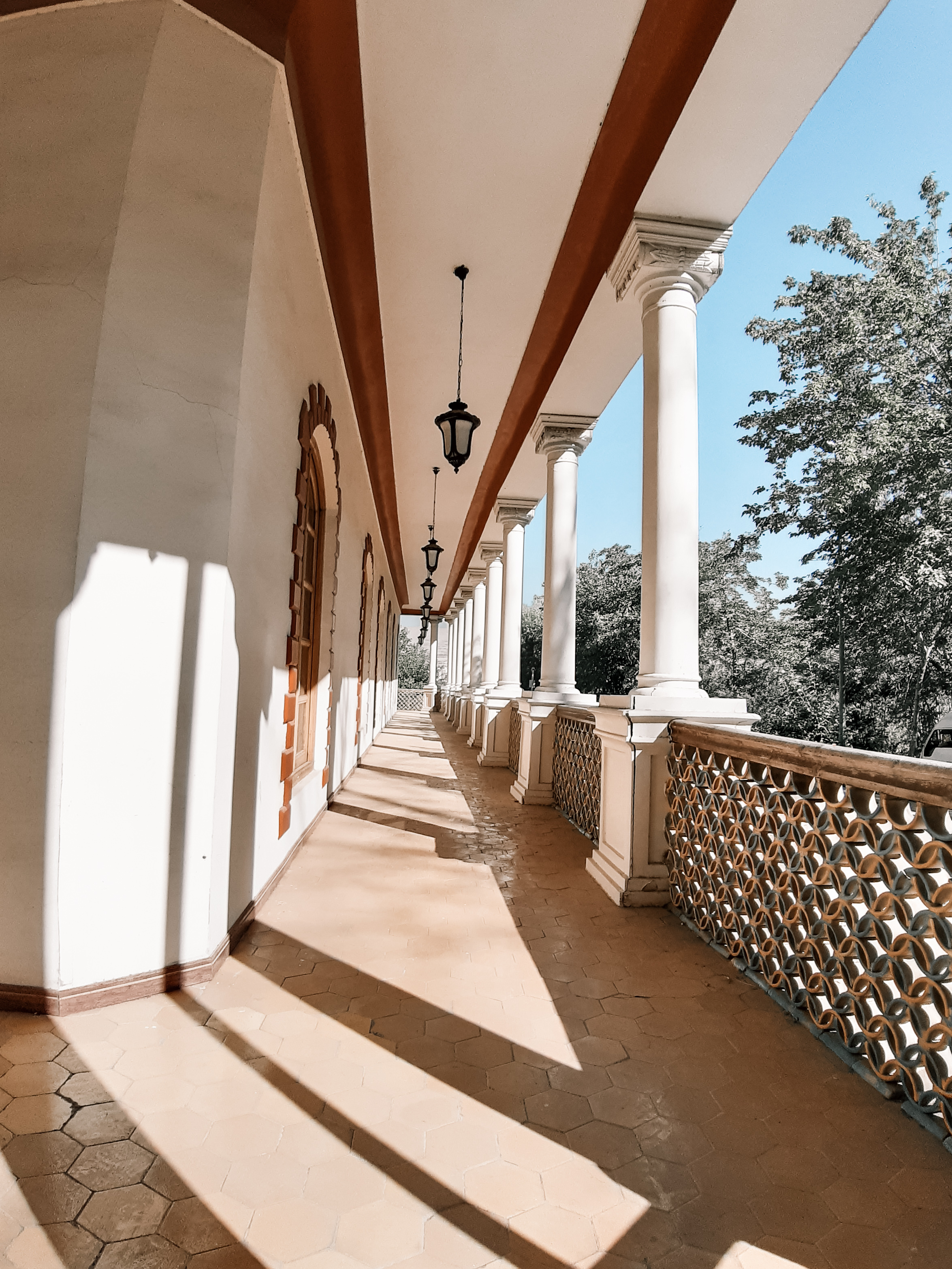
نمایی از ایوان کاخ یاقوت
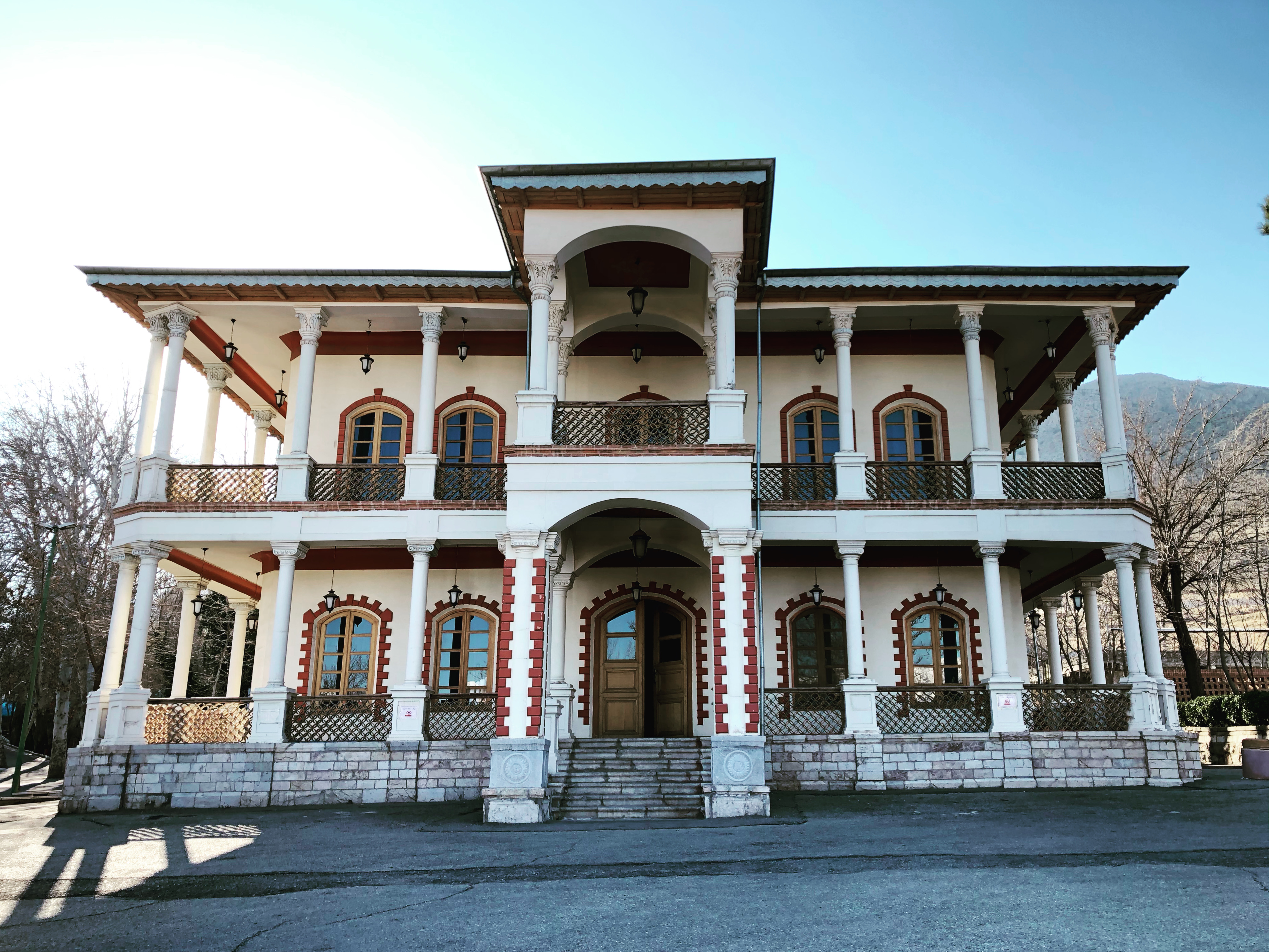
کاخ یاقوت